# 展旦召
展旦召，位于内蒙古自治区鄂尔多斯市达拉特旗展旦召苏木，是一座藏传佛教格鲁派寺院。

## 简介
清朝康熙年间，达拉特旗第二任扎萨克固鲁希兴建展旦召。展旦召有两层的大经堂、三重檐琉璃瓦汉式的大成殿、天母殿、五大神殿、丹珠尔经殿、明王殿、度母殿、密集金刚殿、舍利殿等建筑，以及经学院、医学院。展旦召还设有管理全达拉特旗各寺庙的度牒衙门。
1938年，沙克都尔扎布盟长之子、展旦召活佛嘎拉桑耶希，随父亲赴重庆会见蒋介石，获封为呼图克图。嘎拉桑耶希由此成为鄂尔多斯各召庙的活佛中唯一获呼图克图称号的活佛。1941年，日军空袭展旦召，将展旦召轰炸成一片废墟。当时，伊克昭盟中学自包头迁至展旦召时，便用展旦召的废砖瓦木料建成了一座学校。
1947年，展旦召度牒大喇嘛沙日布彭苏格重修医学院，恢复经会，培养藏医、蒙医学人才。中华人民共和国成立后，他来到内蒙古中蒙医院工作，是知名蒙医。
如今，展旦召成为当地旅游景点之一。